# Портленд (Теннессі)
Портленд (англ. Portland) — місто (англ. city) в США, в окрузі Самнер штату Теннессі. Населення — 13 156 осіб (2020).

## Географія
Портленд розташований за координатами 36°35′10″ пн. ш. 86°31′6″ зх. д. / 36.58611° пн. ш. 86.51833° зх. д. (36.586186, -86.518323).  За даними Бюро перепису населення США в 2010 році місто мало площу 36,97 км², з яких 36,93 км² — суходіл та 0,05 км² — водойми.

## Демографія
Згідно з переписом 2010 року, у місті мешкало 11 480 осіб у 4183 домогосподарствах у складі 3059 родин. Густота населення становила 311 осіб/км².  Було 4624 помешкання (125/км²).
Расовий склад населення:
| - 92,4 % — білих - 3,5 % — чорних або афроамериканців - 0,5 % — азіатів - 0,3 % — корінних американців - 0,1 % — вихідців з тихоокеанських островів - 1,5 % — осіб інших рас |

До двох чи більше рас належало 1,7 %. Частка іспаномовних становила 3,9 % від усіх жителів.
За віковим діапазоном населення розподілялося таким чином: 29,2 % — особи молодші 18 років, 60,6 % — особи у віці 18—64 років, 10,2 % — особи у віці 65 років та старші. Медіана віку мешканця становила 32,2 року. На 100 осіб жіночої статі у місті припадало 94,5 чоловіків;  на 100 жінок у віці від 18 років та старших — 89,0 чоловіків також старших 18 років.
Середній дохід на одне домашнє господарство  становив 56 788 доларів США (медіана — 50 172), а середній дохід на одну сім'ю — 61 106 доларів (медіана — 57 532). Медіана доходів становила 39 402 долари для чоловіків та 28 530 доларів для жінок. За межею бідності перебувало 14,8 % осіб, у тому числі 19,9 % дітей у віці до 18 років та 5,5 % осіб у віці 65 років та старших.
Цивільне працевлаштоване населення становило 5582 особи. Основні галузі зайнятості: виробництво — 21,6 %, освіта, охорона здоров'я та соціальна допомога — 16,2 %, роздрібна торгівля — 12,8 %.